# Laneuville-au-Pont
Laneuville-au-Pont è un comune francese di 186 abitanti situato nel dipartimento dell'Alta Marna nella regione del Grand Est.

## Società

### Evoluzione demografica
Abitanti censiti